# Where You Wanna Go
Where You Wanna Go è un brano musicale del cantante statunitense David Rush, estratto come secondo singolo dal suo primo mixtape Feel the Rush: Vol. 1.
È stato pubblicato il 29 agosto del 2009 sotto la Universal Republic Records.

## Tracce
1. Where You Wanna Go – 3:21